# Stor trattskivling
Stor trattskivling (Infundibulicybe gigas) är en svampart som tillhör divisionen basidiesvampar, och som först beskrevs av Harmaja, och fick sitt nu gällande namn av Harmaja. Stor trattskivling ingår i släktet Infundibulicybe, och familjen Chromocyphellaceae. Arten är reproducerande i Sverige.